# Audan Schyngghyrlau
Der Audan Schyngghyrlau (kasachisch Шыңғырлау ауданы Schyngghyrlau audany, russisch Чингирлауский район Tschingirlauski rajon) ist ein Bezirk im Gebiet Westkasachstan in Kasachstan.

## Bevölkerung
Bei der Volkszählung 1999 hatte der Audan Schyngghyrlau 21.799 Einwohner. Die Volkszählung 2009 ergab für den Bezirk eine Einwohnerzahl von 16.116. Bei der letzten Volkszählung 2021 lebten 13.032 Menschen im Audan Schyngghyrlau. Die Fortschreibung der Bevölkerungszahl ergab zum 1. Januar 2025 eine Einwohnerzahl von 12.673.
| Einwohnerentwicklung               | Einwohnerentwicklung | Einwohnerentwicklung | Einwohnerentwicklung | Einwohnerentwicklung | Einwohnerentwicklung | Einwohnerentwicklung | Einwohnerentwicklung |
| 1939                               | 1959                 | 1970                 | 1979                 | 1989                 | 1999                 | 2009                 | 2021                 |
| ---------------------------------- | -------------------- | -------------------- | -------------------- | -------------------- | -------------------- | -------------------- | -------------------- |
| 16.889                             | 20.548               | 27.960               | 28.505               | 26.400               | 21.799               | 16.116               | 13.032               |
| Anmerkung: Volkszählungsergebnisse |                      |                      |                      |                      |                      |                      |                      |

## Verwaltungsgliederung
Der Audan Schyngghyrlau ist in acht ländliche Bezirke (kasachisch Ауылдық округ Auyldyq okrug; russisch Сельский округ Selski okrug) gegliedert (Stand: 2021).
| Ländlicher Kreis | Einwohner | Einwohner | Orte                                                                 |
| Ländlicher Kreis | 2009      | 2021      | Orte                                                                 |
| ---------------- | --------- | --------- | -------------------------------------------------------------------- |
| Almas            | 1211      | 723       | Almas, Aqqudyq, Segissai                                             |
| Aqbulaq          | 1035      | 517       | Aqbulaq, Qotantal                                                    |
| Aqschat          | 1867      | 1313      | Suluköl                                                              |
| Aqtau            | 675       | 458       | Aqtau, Toryatbas                                                     |
| Aschtschyssai    | 1279      | 813       | Amangeldi, Aschtschyssai, Myrsaqara, Schengischke, Taldyssai         |
| Ardaq            | 550       | 330       | Ardaq                                                                |
| Qaraaghasch      | 1225      | 558       | Aqsuat, Qajyngdy, Qaraaghasch, Qarghaly                              |
| Schyngghyrlau    | 8258      | 8320      | Aqsoghym, Qysylköl, Schangaküsch, Schoqtybai, Schyngghyrlau, Uryssai |